# Fabián Marcaccio

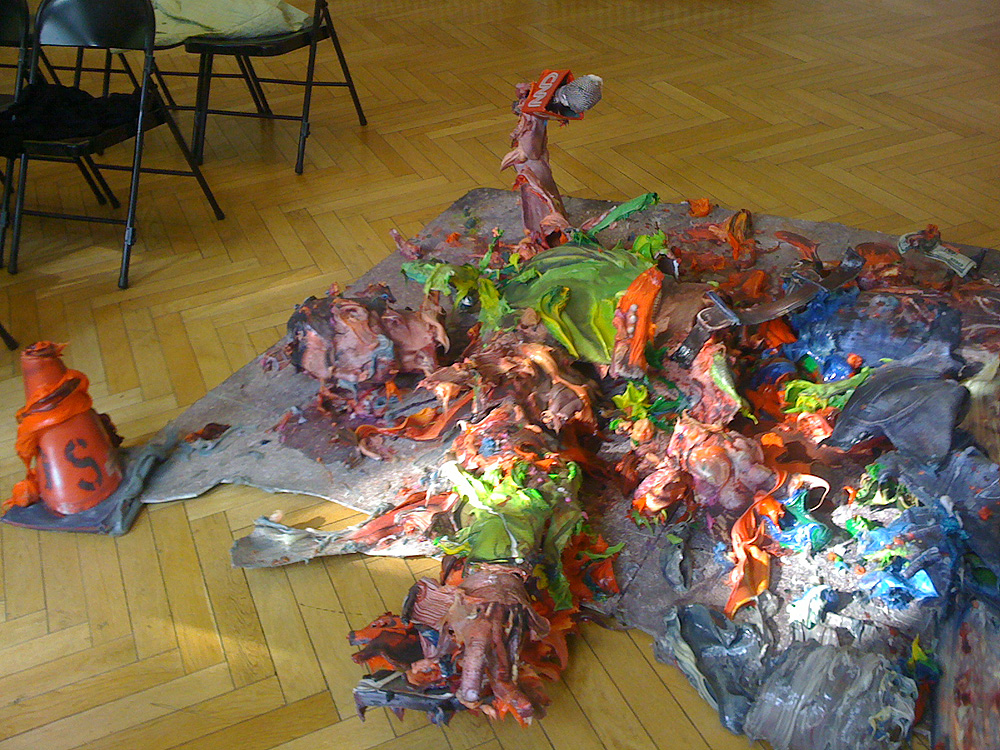
CNN Structural Canvas 2009, pigmentierte Tinte auf Leinwand, Aluminium, Alkydfarbe, Silikon, 20 × 183 × 127 cm

Fabián Marcaccio (* 30. Dezember 1963 in Rosario, Argentinien) ist ein argentinischer Maler und Künstler.

## Leben
Fabián Marcaccio wurde 1963 in Rosario, Provinz Santa Fe, geboren. Er studierte zunächst Philosophie an der Universität von Rosario.
Seit 1993 ist Marcaccio als Künstler tätig und hat seitdem viele Einzel- und Gruppenausstellungen gehabt, darunter seine erste Einzelausstellung im Museum of Contemporary Art (North Miami), im Tate Liverpool, auf der Art Basel und im Museum of Contemporary Art Sydney. Seine Werke sind u. a. in den Sammlungen der Daros Exhibitions Zürich, des Proje4L/Elgiz Museum of Contemporary Art Istanbul und der Sammlung Goetz München vertreten.
Der in New York lebende Künstler thematisiert in seiner Arbeit u. a. die Ambivalenz des Mediums Bild als Kunstwerk und Werbeträger. In Deutschland wurde er vor allem durch seine Einzelausstellung im Württembergischen Kunstverein Stuttgart (2000) und im Kunstverein Köln (2001) bekannt. Auf der documenta 11 wurde 2002 seine Arbeit Multiple/Site Paintants im Stadtgebiet Kassels ausgestellt. In seinen „Paintants“, eine Wortschöpfung aus 'painting' und 'mutant', verschmelzen Gemälde, Skulptur und Objektkunst.

## Ehrungen und Auszeichnungen
Am 10. September 2011 wurde Fabián Marcaccio der Bernhard-Heiliger-Preis für Skulptur 2011 vom Regierenden Bürgermeister von Berlin Klaus Wowereit überreicht.

## Referenzen
- Sofia Bullrich: Fabián Marcaccio recipient of the Bernhard Heiliger Sculpture Award 2011 bei ArtNexus vom 31. Januar 2011.